# Biancavilla
Biancavilla es una comuna italiana de la ciudad metropolitana de Catania, en Sicilia. Tiene una población estimada, a fines de julio de 2021, de 22.827 habitantes.
Su superficie es de 70,28 km² y su densidad es de 324,8 hab/km².
Está situada en la falda del monte Etna, a 513 metros sobre el nivel del mar.
Las comunas limítrofes son Adrano, Belpasso, Bronte, Castiglione di Sicilia, Centuripe (EN), Maletto, Nicolosi, Paternò, Ragalna, Randazzo, Sant'Alfio, Santa Maria di Licodia, y Zafferana Etnea.

## Evolución demográfica
| Gráfica de evolución demográfica de Biancavilla entre 1861 y 2021 |
|                                                                   |
| Fuente ISTAT - elaboración gráfica de Wikipedia                   |

## Geografía
- Altitud: 384 metros.
- Latitud: 37º 37' 59" N
- Longitud: 014º 52' 00" E